# Kykula (Kysucké Beskydy, 1105 m)
Kykula (polsky Kikula, 1105 m n. m.) je hora v Kysuckých Beskydech na slovensko-polské státní hranici. Nachází se v hlavním hřebeni mezi vrcholy Javorina (1172 m) na jihozápadě a Priehybok (1128 m) na severovýchodě. Priehybok je oddělen sedlem Przełęcz Pod Banią (1000 m). Severozápadní svahy hory spadají do údolí potoka Ciapków, jihovýchodní do údolí Šimkova potoka. Vrcholem prochází Hlavní evropské rozvodí a také dálková turistická trasa Główny Szlak Beskidzki.

## Přístup
- po červené značce  ze Sedla pod Orlom nebo ze sedla Przełęcz Przegibek

## Související články

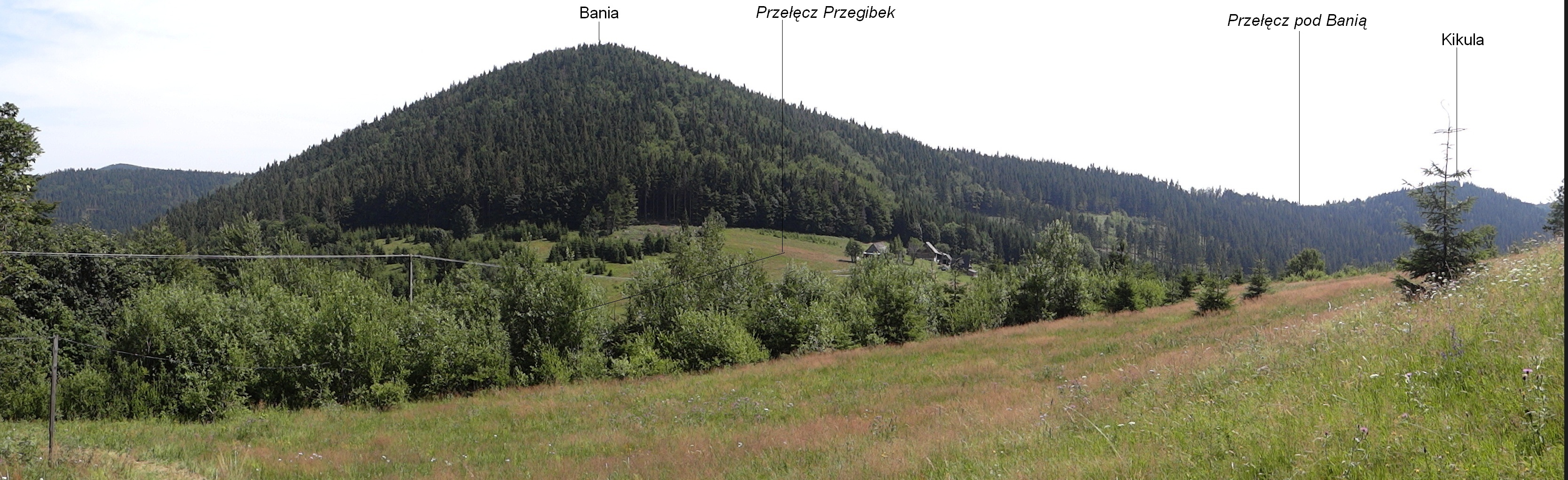
Pohled od sedla Przełęcz Przegibek